# Antoni Tarło
Antoni Tarło (1717-1759)  – herbu Topór, kasztelan lubaczowski w latach 1740 - 1758. Pełnił urząd starosty złotoryjskiego.

## Rodzina
Syn Stanisława (1674-1721), kucharza koronnego i Anny Tarło (1674-1751), córki Karola (zm. 1690), starosty gostyńskiego. Do rodzeństwa Antoniego należał brat Adam Tarło (1713–1744), wojewoda lubelski oraz siostra Franciszka, późniejsza żona Wawrzyńca Lanckorońskiego (zm. 1751), rotmistrza i chorążego pancernego. Ożenił się z Anną Potocką, córką Jana Kantego Potockiego herbu Pilawa (1693-1744), kasztelana bracławskiego i Konstancji Sobieskiej herbu Janina.